# Hugh Frederik Millar
Hugh Frederik Millar (Escócia, 27 de fevereiro de 1887) foi um futebolista que atuava como ponta-de-lança, no Brasil jogou no Botafogo e participou da campanha do clube no Campeonato Carioca de 1907.